# Pierre Leich
Pierre Leich (* 1960 in Nürnberg) ist ein deutscher Wissenschaftshistoriker und Kulturmanager.

## Leben

### Ausbildung
Pierre Leich studierte 1981–1989 Philosophie an der Friedrich-Alexander-Universität Erlangen-Nürnberg mit den Schwerpunkten Wissenschaftstheorie und Wissenschaftsgeschichte.

### Bisherige Stationen
Leich engagierte sich besonders in den 1980er und 1990er Jahren in der Kunstszene in und um Nürnberg. So war er z. B. 1984–1993 Vorsitzender der Kunstmesse ART Nürnberg, gab eine Kunstzeitschrift heraus und konzipierte die Ausstellung „Kunst und Wissenschaft“.
Von 1999 bis 2002 war er Projektbüroleiter für das 1000-jährige Stadtjubiläum von Erlangen.
Von 2000 bis 2018 war er zweiter Vorsitzender des Cauchy-Forums-Nürnberg, einem „Interdisziplinären Forum für Mathematik und ihre Grenzgebiete“.
Mehrere Jahre war Pierre Leich Geschäftsführer des Vereins „Theatersport in Deutschland“, der als offiziellen Beitrag im Kunst- und Kulturprogramm zur Fußball-Weltmeisterschaft 2006 in elf Städten und Regionen Deutschlands die erste und bislang einzige Weltmeisterschaft im Theatersport veranstaltete.

### Laufende Aktivitäten
Pierre Leich ist seit 1980 erster Vorsitzender des ART & Friedrich (Verein zur Förderung von Kunst, Theater und Wissenschaft).
Seit 1995 hält er Vorträge, konzipiert Tagungen und Vortragsreihen, publiziert zu wissenschaftsgeschichtlichen, besonders astronomischen Themen und wirkt in Beiräten verschiedener astronomischer Einrichtungen.
Seit 2003 ist er Projektleiter für die Lange Nacht der Wissenschaften in Nürnberg/Fürth/Erlangen und für den Wissenschaftstag der Metropolregion Nürnberg tätig.

### Simon Marius Gesellschaft
Pierre Leich gilt als Experte für Simon Marius, betreibt seit 2014 das Marius-Portal "simon-marius.net" und ist Präsident der Simon Marius Gesellschaft.

## Veröffentlichungen (Auswahl)
- Johann Christoph Sturm: (1635–1703). (Mitherausgeber), Harri Deutsch Verlag, 2004.
- „Astronomie in der Metropolregion Nürnberg - Geschichte, Forschung und Volkssternwarten“ – Katalog zur Wanderausstellung anlässlich des Internationalen Jahrs der Astronomie. (Mitherausgeber), Verlag Nürnberger Astronomische Gesellschaft e. V., Nürnberg 2009, ISBN 978-3-00-027325-4.
- Copernicus und die Freiheit der Wissenschaften. Schriftenreihe der Nürnberger Astronomischen Gesellschaft e.V., Heft 4/2012, (Herausgeber)[5]
- Die Marius-Renaissance : die Beobachtung des Jupitersystems durch den markgräflichen Hofastronomen Simon Marius. In: Sterne und Weltraum. Heft 11/2014, Seiten 44–53.
- (Mitherausgeber) Simon Marius und seine Forschung. (= Acta Historica Astronomiae, Band 57), Leipzig 2016, ISBN 978-3-944913-49-0.
- Simon Marius and His Research. (Herausgeber mit Hans Gaab), Cham/CH 2019, ISBN 978-3-319-92620-9.